# Los Chacos (Warnes)
Los Chacos ist eine Ortschaft im Departamento Santa Cruz im Tiefland des südamerikanischen Anden-Staates Bolivien.

## Lage
Los Chacos ist der zentrale Ort des Kanton Los Chacos im Municipio Warnes in der Provinz Ignacio Warnes. Die Ortschaft liegt auf einer Höhe von 276 m etwa 30 Kilometer westlich des Río Grande, einem der längsten Flüsse Boliviens.

## Geographie
Los Chacos liegt im tropischen Feuchtklima vor dem Ostrand der Anden-Gebirgskette der Cordillera Oriental. Die Region war vor der Kolonisierung von tropischem Feuchtwald bedeckt, ist heute aber größtenteils Kulturland.
Die mittlere Durchschnittstemperatur der Region liegt bei knapp 25 °C, der Jahresniederschlag beträgt etwa 1300 mm (siehe Klimadiagramm Warnes). Die Monatsdurchschnittstemperaturen schwanken zwischen 20 °C im Juli und 28 °C im Dezember, die Monatsniederschläge sind ergiebig und liegen zwischen 40 mm im August und 200 mm im Januar.

## Verkehrsnetz
Los Chacos liegt in einer Entfernung von 87 Straßenkilometern nordöstlich von Santa Cruz, der Hauptstadt des gleichnamigen Departamentos.
Von Santa Cruz aus führt die Nationalstraße Ruta 4 in nördlicher Richtung über Warnes zur Großstadt Montero. Dort trifft sie auf die Ruta 10, die in östlicher Richtung nach Okinawa I und weiter nach San Ignacio de Velasco führt. Von Montero aus nach 23 Kilometern biegt eine unbefestigte Landstraße in südöstlicher Richtung in das vier Kilometer entfernte La Esperanza ab, von dort sind es noch einmal drei Kilometer nach Osten bis Los Chacos.

## Bevölkerung
Die Einwohnerzahl der Ortschaft ist in den vergangenen beiden Jahrzehnten um fast die Hälfte angestiegen:
| Jahr | Einwohner | Quelle       |
| ---- | --------- | ------------ |
| 1992 | 440       | Volkszählung |
| 2001 | 544       | Volkszählung |
| 2012 | 622       | Volkszählung |
| 2024 |           | Volkszählung |

Aufgrund der in der 2. Hälfte des 20. Jahrhunderts von der Regierung geförderten Zuwanderung indigener Bevölkerung vom bolivianischen Altiplano weist die Region einen gewissen Anteil an Quechua-Bevölkerung auf, im Municipio Warnes sprechen 13,5 Prozent der Bevölkerung Quechua.